# Giáo đường Do Thái ở Malacky
Giáo đường Do Thái ở Malacky (tiếng Slovakia: Synagóga v Malackách) là một giáo đường Do Thái tọa lạc trên phố Na brehu ở trung tâm thành phố Malacky, vùng Bratislava, Slovakia. Vào ngày 22 tháng 7 năm 1993, giáo đường Do Thái này được ghi danh vào Danh sách Di tích Trung ương theo quyết định của Bộ Văn hóa Cộng hòa Slovakia. Tháng 9 năm 2009, giáo đường Do Thái ở Malacky được đưa vào dự án Con đường Di sản Văn hóa Do Thái của người Slovakia.

## Lịch sử
Giáo đường Do Thái được xây dựng theo phong cách kiến trúc Moorish vào năm 1887. Tác giả của bản thiết kế tòa nhà là Wilhelm Stiassny. Ján Terebessy đã chỉ đạo công việc xây dựng. Những trang trí bằng vữa ban đầu của tòa nhà hiện vẫn được bảo tồn.
Vào đêm 18, ngày 19 tháng 7 năm 1889, sét đánh trực tiếp vào tòa nhà, gây ra một trận hỏa hoạn và khiến tòa nhà bị hư hại. Mười một năm sau, tòa nhà được tái thiết như diện mạo hiện tại. Ján Terebessy tiếp tục chỉ đạo công cuộc xây dựng lại.
Giáo đường Do Thái này phục vụ cộng đồng Do Thái giáo cho đến những năm 1950. Kể từ đó, địa điểm này được đặt dưới sự quản lý của nhà nước, và được sử dụng làm nơi tổ chức các sự kiện văn hóa - xã hội từ thập niên 1980.